# ルイーズ・ウィンザー
ルイーズ・マウントバッテン＝ウィンザー令嬢（The Lady Louise Mountbatten-Windsor、全名：ルイーズ・アリス・エリザベス・メアリー（Louise Alice Elizabeth Mary）、 2003年11月8日 - ）は、一般的にレディ・ルイーズ・ウィンザーとして知られているイギリスの王族。エディンバラ公爵エドワード王子と同夫人ソフィーの長女。チャールズ3世の姪にあたる。容貌は父親似と言われているが、曾祖母のエリザベス王太后に似ているとの声も聞かれる。
出生時から斜視の症状があり、手術を受けて改善したものの現在でも視力は芳しくないという。そのことから一時は両親の意向によってメディアへの露出を避けており、弟のウェセックス伯爵ジェームズの洗礼式にも出席しなかった。
王位継承順位では、弟のウェセックス伯爵ジェームズに次ぎ2025年4月現在17位である。

## 若年期

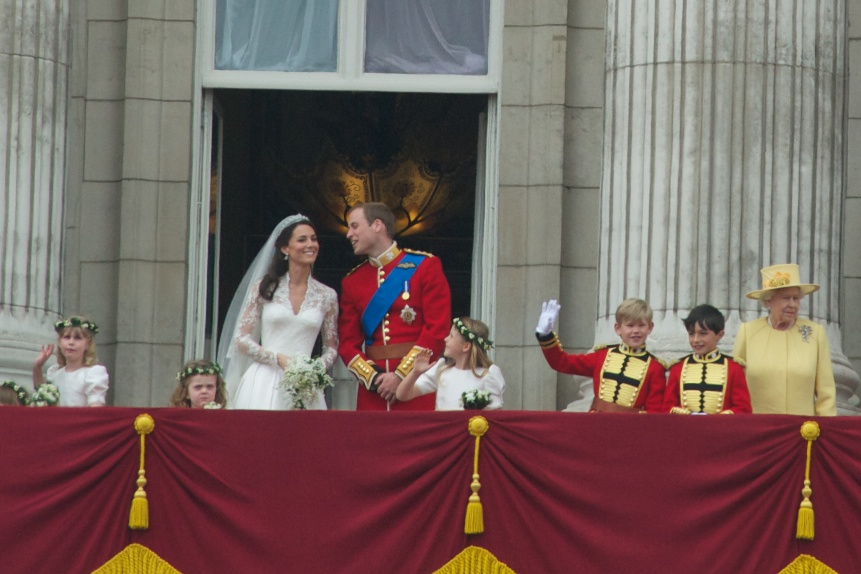
2011年4月29日、ウィリアム王子（現在のウィリアム王太子）の結婚式の様子。一番左がルイーズ

ルイーズは、2003年11月8日（23時32分 GMT）にサリー、フリムリー・パーク病院で未熟児として生まれた（出産予定日は12月）。彼女の母はサリーBagshot Parkの自宅から救急車で病院に搬送された。常位胎盤早期剥離のため緊急帝王切開が行われ、母子共に深刻な血液損失を起こした。ウェセックス伯爵夫人は以前に子宮外妊娠を経験していた。突然の事態だったため、父のエドワード王子は第1子誕生には立会えなかった。用心のため、ルイーズはロンドン、トゥーティングのセントジョージ病院の新生児棟に移された。その間、回復するまで伯爵夫人はフリムリー・パーク・ホスピタルに留まった。
ルイーズは11月23日に退院し、11月27日名前が発表された。彼女は2004年4月24日にウィンザー城の礼拝堂で洗礼を受けた。教父母はアレクサンドラ・エザリントン、サラ・チャット、アイヴァー・マウントバッテン、ルパート・エリオット、ウルス・シュヴァルツェンバッハである。
ルイーズは、出生時英連邦王国王位継承順位の第8位に位置していた。1990年の従姉であるユージェニー・オブ・ヨーク王女の誕生からルイーズの誕生まで、第10位までの順序は変動がなかった。
出生時には斜視を患っており、治療のため2006年1月に全身麻酔下で30分程の手術を受けたことが報道された。しかし2009年に、両親が治療を決断したと再び報道された。
ルイーズは、ユージェニー王女も2001年から2003年まで通学したウィンザー城セント・ジョージ学校に通学している。
2022年8月18日には英国王室はルイーズが来月の9月からスコットランドに所在するセント・アンドルーズ大学で学ぶことを発表した。専攻は英語学である。

## 称号・敬称・栄誉

### 称号・敬称
- 2003年11月8日 – 現在　 Lady Louise Windsor（ルイーズ・ウィンザー令嬢[1]）[8]
（Lady Louise Mountbatten-Windsor（ルイーズ・マウントバッテン＝ウィンザー令嬢[1]）とも）

1917年11月にジョージ5世（ルイーズの高祖父）により発表された勅許状によって、Prince（王子）・Princess（王女）の称号とHis/Her Royal Highness（殿下）の敬称は、国王の子、国王の息子の子、プリンス・オブ・ウェールズの長男の長男に与えられるものと定められている。これに従えばルイーズの称号はHer Royal Highness Princess Louise of Wessex（ルイーズ・オブ・ウェセックス王女殿下） となるはずだった。しかしルイーズの両親が結婚した際、その意向により祖母エリザベス2世女王が「ウェセックス伯爵夫妻の子供は、Prince（王子)・Princess（王女）の称号とHis/Her Royal Highness（殿下）の敬称を名乗らない」ことを宣言したため、貴族の女子に対する敬称である「Lady」と呼ばれている。ただし、これらの接遇は王位継承順位に影響を与えるものではない。また、このエリザベス2世の宣言がジョージ5世の勅許を覆す法的根拠に欠けるとする意見が一部法学者の間にはあるものの、王族内部の事例に関する限り、王室家長の女王の意向は法的根拠云々以前の問題だとする見方が大勢となっている。
母親のソフィー妃は、子供たちのHis/Her Royal HighnessとPrince・Princessの称号について、「私たちは使用しないと決めた。2人はそれらを持っており18歳から使うかどうかを決めることができる。しかし使うことを選ばないであろう」と語っている。
Her Royal Highnessの敬称もPrincessの称号も使用していないことから、姓を称している。

### 栄誉
2008年6月、カナダのマニトバ州にウェセックス伯爵が訪問したことを記念するため、枢密院におけるマニトバ州副総督は州北西部の湖にルイーズの名をとって命名した。